# 大犬座GY
大犬座GY，又名CD-27 3789，HD 55857、SAO 173244、HR 2734，是大犬座的一颗恒星，视星等为6.12，位于銀經239.81，銀緯-7.65，其B1900.0坐标为赤經7h 9m 34.7s，赤緯-27° -7.65′ 7″。